# Campionat del Món de motociclisme de 1958
La temporada de 1958 del Campionat del món de motociclisme fou la 10a edició d'aquest campionat, organitzat per la FIM. Al final de la temporada anterior, Gilera, Mondial, Moto Guzzi i MV Agusta van anunciar la seva retirada multilateral dels Grans Premis a causa de motius econòmics i la creixent pressió pública a causa de la gran quantitat d'accidents mortals en les curses de motor esdevinguts a Itàlia durant els anys anteriors. MV Agusta va revertir la seva decisió uns dies després. Aquesta situació va deixar el campió vigent de 500cc, Libero Liberati, i el de 250cc, Cecil Sandford, sense motos per al 1958.
John Surtees aconseguí als 350cc i 500cc dos títols mundials d'una tacada amb les MV Agusta, donant així a la marca italiana el primer dels 17 campionats de pilots consecutius que va aconseguir a la categoria reina (MV Agusta va guanyar aquell any tots els títols de constructors tret del de sidecars). Amb això, a més, l'anglès duia ja tres títols mundials, un total que va augmentar fins a set al llarg de la seva carrera en el motociclisme. Un cop retirat, Surtees va passar a córrer a la Fórmula 1 i el 1964 en va guanyar el títol mundial. A data de 2024, Surtees seguia sent l'únic a haver guanyat mai campionats del món en dues i quatre rodes.

## Canvis tècnics
Un canvi tècnic important per al 1958 va ser la prohibició dels carenats integrals del tipus dustbin fairing (una carrosseria aerodinàmica que cobria quasi completament les rodes anteriors) a totes les cilindrades. Aquests carenats havien estat emprats per la majoria dels participants fins al 1957, pilots privats inclosos. A data de 2023, la norma continuava vigent a MotoGP.

## Campions del món
Pilots
| 125cc         | 250cc             | 350cc        | 500cc        |
| ------------- | ----------------- | ------------ | ------------ |
| Carlo Ubbiali | Tarquinio Provini | John Surtees | John Surtees |

Constructors
| 125cc     | 250cc     | 350cc     | 500cc     |
| --------- | --------- | --------- | --------- |
| MV Agusta | MV Agusta | MV Agusta | MV Agusta |

Sidecars
| Pilot / Passatger              | Constructor |
| ------------------------------ | ----------- |
| Walter Schneider / Hans Strauß | BMW         |

## Grans Premis

### Sistema de puntuació
Barem de puntuació de 1950 a 1968:
| Posició | 1 | 2 | 3 | 4 | 5 | 6 |
| Punts   | 8 | 6 | 4 | 3 | 2 | 1 |

Resultats comptabilitzats:
- Sidecars: els tres millors
- 125cc, 250cc, 350cc i 500cc: els quatre millors

Nota
1. ↑  Des del 1958, el càlcul del total de resultats a comptabilitzar per a cada categoria es va aplicar seguint la norma de "la meitat més una", és a dir, en funció del total de curses celebrades de la categoria en qüestió, els resultats que se'n comptabilitzaven eren els 'n' millors, sent 'n' la suma de la meitat del total de curses més una. Per a un nombre parell de curses, aquest resultat s'obtenia directament, mentre que per a un nombre senar, se n'afegia una al total i la xifra resultant es dividia per la meitat.

### Calendari
| Cursa | Data           | Gran Premi                | Circuit                  |
| ----- | -------------- | ------------------------- | ------------------------ |
| 1     | 6 de juny      | IOM TT                    | Snaefell i Clypse Course |
| 2     | 28 de juny     | Dutch TT                  | Assen                    |
| 3     | 6 de juliol    | Gran Premi de Bèlgica     | Spa-Francorchamps        |
| 4     | 20 de juliol   | Gran Premi d'Alemanya     | Nürburgring              |
| 5     | 27 de juliol   | Gran Premi de Suècia      | Hedemora                 |
| 6     | 9 d'agost      | Gran Premi de l'Ulster    | Dundrod                  |
| 7     | 14 de setembre | Gran Premi de les Nacions | Monza                    |

### Guanyadors
Fonts:
| Cursa | Gran Premi                | 125cc            | 250cc             | 350cc        | 500cc        | Resultats |
| ----- | ------------------------- | ---------------- | ----------------- | ------------ | ------------ | --------- |
| 1     | IOM TT                    | Carlo Ubbiali    | Tarquinio Provini | John Surtees | John Surtees | Resultat  |
| 2     | Dutch TT                  | Carlo Ubbiali    | Tarquinio Provini | John Surtees | John Surtees | Resultat  |
| 3     | Gran Premi de Bèlgica     | Alberto Gandossi |                   | John Surtees | John Surtees | Resultat  |
| 4     | Gran Premi d'Alemanya     | Carlo Ubbiali    | Tarquinio Provini | John Surtees | John Surtees | Resultat  |
| 5     | Gran Premi de Suècia      | Alberto Gandossi | Horst Fünger      | Geoff Duke   | Geoff Duke   | Resultat  |
| 6     | Gran Premi de l'Ulster    | Carlo Ubbiali    | Tarquinio Provini | John Surtees | John Surtees | Resultat  |
| 7     | Gran Premi de les Nacions | Bruno Spaggiari  | Emilio Mondgni    | John Surtees | John Surtees | Resultat  |

### Accidents mortals
Al TT de l'Illa de Man s'hi van morir dos pilots arran de sengles accidents: John Antram durant els entrenaments i Des Wolff a la cursa de 500cc.

## Classificació dels pilots

### 500 cc
| Pos | Pilot                    | Moto         | IOM · | NED · | BEL · | GER · | SWE · | ULS · | NAT · | Pts |
| --- | ------------------------ | ------------ | ----- | ----- | ----- | ----- | ----- | ----- | ----- | --- |
| 1   | John Surtees             | MV Agusta    | 1     | 1     | 1     | 1     |       | 1     | 1     | 32  |
| 2   | John Hartle              | MV Agusta    | Ret   | 2     | 3     | 2     |       | 3     | Ret   | 20  |
| 3   | Geoff Duke               | BMW / Norton | Ret   | Ret   | 4     | Ret   | 1     | 5     | 7     | 13  |
| 4   | Dickie Dale              | BMW          | 10    | 5     | 5     | 5     | 2     | 6     | 4     | 13  |
| 5   | Derek Minter             | Norton       | 4     | 3     |       |       |       | 4     |       | 10  |
| 6   | Gary Hocking             | Norton       |       | 6     |       | 3     | 4     |       |       | 8   |
| 7   | Ernst Hiller             | BMW          |       | 4     | Ret   | 4     | 5     | Ret   | 10    | 8   |
| 8   | Bob Anderson             | Norton       | 2     | Ret   | 6     | Ret   | Ret   | Ret   | Ret   | 7   |
| 9   | Keith Campbell           | Norton       | Ret   | Ret   | 2     |       |       |       |       | 6   |
| 10  | Bob McIntyre             | Norton       | Ret   |       |       |       |       | 2     |       | 6   |
| 11  | Remo Venturi             | MV Agusta    |       |       |       |       |       |       | 2     | 6   |
| 12  | Bob Brown                | Norton / BMW | 3     | 10    | 16    | 6     | 6     | 7     | Ret   | 6   |
| 13  | Terry Shepherd           | Norton       | Ret   | Ret   |       |       | 3     | Ret   |       | 4   |
| 14  | Umberto Masetti          | MV Agusta    |       |       |       |       |       |       | 3     | 4   |
| 15  | Dave Chadwick            | Norton       | 5     | Ret   |       | Ret   |       |       | 6     | 3   |
| 16  | Carlo Bandirola          | MV Agusta    |       |       |       |       |       |       | 5     | 2   |
| 17  | John Anderson            | Norton       | 6     |       | 12    |       |       |       |       | 1   |
| 18  | Neon McCutcheon          | Norton       | 16    | 7     | 10    |       |       |       |       | 0   |
| 19  | Alois Huber              | BMW          |       |       |       | 7     |       |       | 11    | 0   |
| 20  | George Catlin            | Norton       | 7     | Ret   | 13    |       |       |       |       | 0   |
| 21  | Alan Trow                | Norton       | Ret   | Ret   | 7     | Ret   | Ret   |       |       | 0   |
| 22  | Paddy Driver             | Norton       | Ret   | Ret   |       |       | 7     |       |       | 0   |
| 23  | Tom Philis               | Norton       | 18    | 9     |       |       | 8     |       |       | 0   |
| 24  | Ewan Haldane             | Norton       | 8     |       |       |       |       | 9     |       | 0   |
| 25  | John Hempleman           | Norton       | 15    | 8     | 11    |       | Ret   | Ret   |       | 0   |
| 26  | Jack Brett               | Norton       | Ret   | 12    | 8     | Ret   |       |       |       | 0   |
| 27  | Ralph Rensen             | Norton       | 12    |       |       |       |       | 8     |       | 0   |
| 28  | Giuseppe Cantoni         | MV Agusta    |       |       |       |       |       |       | 8     | 0   |
| =   | Karl Peters              | Norton       |       |       |       | 8     |       |       |       | 0   |
| 30  | Gerold Klinger           | BMW          |       |       |       | 9     |       |       | 9     | 0   |
| 31  | Jim Redman               | Norton       | 19    | Ret   |       |       | 9     |       |       | 0   |
| 32  | Geoffrey Tanner          | Norton       | Ret   | Ret   | 9     |       |       | Ret   |       | 0   |
| 33  | Peter Pawson             | Norton       | 9     | Ret   |       |       |       |       |       | 0   |
| 34  | Jack Wood                | Matchless    | 22    |       |       |       |       | 10    |       | 0   |
| 35  | Mike O'Rourke            | Norton       | Ret   | Ret   |       |       | 10    |       |       | 0   |
| 36  | Hans-Günter Jäger        | BMW          |       |       |       | 10    |       |       |       | 0   |
| 37  | Jack Ahearn              | Matchless    | 29    | 11    |       |       | 13    | 13    |       | 0   |
| 38  | Don Chapman              | Norton       | Ret   |       |       |       |       | 11    |       | 0   |
| =   | Eric Hinton              | Norton       | 11    | Ret   |       |       |       |       |       | 0   |
| 40  | Rudolf Gläser            | Norton       |       |       |       | 11    |       |       |       | 0   |
| =   | Kurt Johannson           | Norton       |       |       |       |       | 11    |       |       | 0   |
| 42  | Bob Ferguson             | Norton       | 31    |       |       |       |       | 12    |       | 0   |
| 43  | Stig Andersson           | Norton       |       |       |       |       | 12    |       |       | 0   |
| =   | Adolfo Covi              | Norton       |       |       |       |       |       |       | 12    | 0   |
| =   | Jack Findlay             | Norton       |       |       |       | 12    |       |       |       | 0   |
| 46  | Karl-Heinz Scheifel      | Matchless    |       |       |       | 13    |       | 27    |       | 0   |
| 47  | Jacques Collot           | Norton       |       |       |       |       |       |       | 13    | 0   |
| =   | Mike Hailwood            | Norton       | 13    |       |       |       |       |       |       | 0   |
| 49  | Raymond Bogaerdt         | Norton       |       |       | 14    |       |       |       |       | 0   |
| =   | Artemio Cirelli          | Gilera       |       |       |       |       |       |       | 14    | 0   |
| =   | Evert Carlsson           | BMW          |       |       |       |       | 14    |       |       | 0   |
| =   | Robin Fitton             | Norton       |       |       |       |       |       | 14    |       | 0   |
| =   | Ken Tostevin             | Norton       | 14    |       |       |       |       |       |       | 0   |
| 54  | Eric Cheers              | BSA          | Ret   |       |       |       |       | 15    |       | 0   |
| 55  | Jean-Pierre Bayle        | Norton       |       |       | 15    |       |       |       |       | 0   |
| =   | Gianvittorio Ziglioli    | Moto Guzzi   |       |       |       |       |       |       | 15    | 0   |
| 57  | Stephen Murray           | AJS          |       |       |       |       |       | 16    |       | 0   |
| 58  | Vernon Cottle            | Norton       | 33    |       |       |       |       | 17    |       | 0   |
| 59  | Jimmy Buchan             | Norton       | 17    |       |       |       |       |       |       | 0   |
| 60  | Davy Crawford            | Norton       |       |       |       |       |       | 18    |       | 0   |
| 61  | Harry Grant              | Norton       |       |       |       |       |       | 19    |       | 0   |
| 62  | Harry Plews              | Norton / AJS | 30    |       |       |       |       | 20    |       | 0   |
| 63  | Derek Powell             | Norton       | 20    |       |       |       |       |       |       | 0   |
| 64  | Bertie Farlow            | Norton       |       |       |       |       |       | 21    |       | 0   |
| =   | Ray Fay                  | Norton       | 21    |       |       |       |       |       |       | 0   |
| 66  | William McCosh           | Matchless    |       |       |       |       |       | 22    |       | 0   |
| 67  | Jimmy Jones              | Norton       |       |       |       |       |       | 23    |       | 0   |
| =   | Brian Purslow            | Norton       | 23    |       |       |       |       |       |       | 0   |
| 69  | George Constain          | Norton       | 24    |       |       |       |       |       |       | 0   |
| =   | Ernie Oliver             | AJS          |       |       |       |       |       | 24    |       | 0   |
| 71  | Alan Holmes              | Norton       | 25    |       |       |       |       |       |       | 0   |
| =   | Llewellyn Ranson         | AJS          |       |       |       |       |       | 25    |       | 0   |
| 73  | Robert McCracken         | Norton       |       |       |       |       |       | 26    |       | 0   |
| =   | Brian Setchell           | Norton       | 26    |       |       |       |       |       |       | 0   |
| 75  | Bob Rowbottom            | Norton       | 27    |       |       |       |       | Ret   |       | 0   |
| 76  | Martin Brosnan           | Norton       |       |       |       |       |       | 28    |       | 0   |
| 77  | Sid Mizen                | Norton       | 28    |       |       |       |       |       |       | 0   |
| 78  | Philip Palmer            | Norton       | 32    |       |       |       |       |       |       | 0   |
| 79  | Harry Voice              | Norton       | 34    |       |       |       |       |       |       | 0   |
| 80  | Arthur Wheeler           | AJS          | 35    |       |       |       |       |       |       | 0   |
| 81  | Louis Carr               | Norton       | 36    |       |       |       |       |       |       | 0   |
| 82  | Barry Cortvriend         | Matchless    | 37    |       |       |       |       |       |       | 0   |
| 83  | Albert Moule             | Norton       | 38    |       |       |       |       |       |       | 0   |
| 84  | Bill Robertson           | Norton       | 39    |       |       |       |       |       |       | 0   |
| 85  | John Marcotte            | AJS          | 40    |       |       |       |       |       |       | 0   |
| 86  | Allen Burt               | AJS          | 41    |       |       |       |       | Ret   |       | 0   |
| 87  | Ian McGuffie             | Norton       | 42    |       |       |       |       |       |       | 0   |
| 88  | Walter Hancock           | Norton       | 43    |       |       |       |       |       |       | 0   |
| 89  | Grenville Pennington     | Norton       | 44    |       |       |       |       |       |       | 0   |
| 90  | Jim Tompsett             | AJS          | 45    |       |       |       |       |       |       | 0   |
| 91  | Roy Capner               | BSA          | 46    |       |       |       |       |       |       | 0   |
| 92  | G. Northwood             | Norton       | 47    |       |       |       |       |       |       | 0   |
| 93  | Clarrie Dunn             | AJS          | 48    |       |       |       |       | Ret   |       | 0   |
| -   | Harry Hinton Jr.         | Norton       | Ret   | Ret   |       |       |       |       |       | 0   |
| -   | Dick Thompson            | Norton       | Ret   |       |       |       |       | Ret   |       | 0   |
| -   | Bob Webster              | Norton       | Ret   |       |       |       |       | Ret   |       | 0   |
| -   | Bill Beevers             | Norton       | Ret   |       |       |       |       |       |       | 0   |
| -   | Paolo Campanelli         | Norton       |       |       |       |       |       |       | Ret   | 0   |
| -   | Austin Carson            | Norton       |       | Ret   |       |       |       |       |       | 0   |
| -   | Borro Castellani         | Norton       | Ret   |       |       |       |       |       |       | 0   |
| -   | Fabio Ceredi             | Moto Guzzi   |       |       |       |       |       |       | Ret   | 0   |
| -   | Bob Coulter              | BSA          |       |       |       |       |       | Ret   |       | 0   |
| -   | K. Draper                | Norton       | Ret   |       |       |       |       |       |       | 0   |
| -   | Gerardo Düring           | Matchless    |       |       |       |       | Ret   |       |       | 0   |
| -   | Jack Forrest             | BMW          |       | Ret   |       |       |       |       |       | 0   |
| -   | Laurie Flury             | AJS          | Ret   |       |       |       |       |       |       | 0   |
| -   | Francesco Guglielminetti | Norton       |       |       |       |       |       |       | Ret   | 0   |
| -   | Richard Ingram           | Norton       | Ret   |       |       |       |       |       |       | 0   |
| -   | Jacques Insermini        | Norton       |       |       |       |       |       |       | Ret   | 0   |
| -   | Alistair King            | Norton       | Ret   |       |       |       |       |       |       | 0   |
| -   | Giuseppe Mantelli        | Gilera       |       |       |       |       |       |       | Ret   | 0   |
| -   | Luigi Marcelli           | Norton       |       |       |       |       |       |       | Ret   | 0   |
| -   | Emanuele Maugliani       | Gilera       |       |       |       |       |       |       | Ret   | 0   |
| -   | Robert Matthews          | Norton       |       | Ret   |       |       |       |       |       | 0   |
| -   | Tommy McLeod             | Norton       |       |       |       |       |       | Ret   |       | 0   |
| -   | Alfredo Milani           | Gilera       |       |       |       |       |       |       | Ret   | 0   |
| -   | Noel Orr                 | Matchless    |       |       |       |       |       | Ret   |       | 0   |
| -   | Len Rutherford           | Matchless    | Ret   |       |       |       |       |       |       | 0   |
| -   | Bill Smith               | Norton       | Ret   |       |       |       |       |       |       | 0   |
| -   | Jim Thompsett            | AJS          |       |       |       |       |       | Ret   |       | 0   |
| -   | Gerry Turner             | Norton       | Ret   |       |       |       |       |       |       | 0   |
| -   | Desmond Wolff            | Norton       | Ret   |       |       |       |       |       |       | 0   |
| Pos | Pilot                    | Moto         | IOM · | NED · | BEL · | GER · | SWE · | ULS · | NAT · | Pts |

| Color   | Resultat                       |
| ------- | ------------------------------ |
| Or      | Guanyador                      |
| Argent  | 2n lloc                        |
| Bronze  | 3r lloc                        |
| Verd    | Va acabar sumant punts         |
| Blau    | Va acabar sense sumar punts    |
| Blau    | No classificat (NC)            |
| Porpra  | Es retirà (Ret o DNF)          |
| Vermell | No qualificat (NQ o DNQ)       |
| Vermell | No pre-qualificat (NPQ o DNPQ) |
| Negre   | Desqualificat (DSQ)            |
| Blanc   | No va començar (NVC o DNS)     |
| Blanc   | Abandonà (AB o WD)             |
| Blanc   | Retirat per lesió (LES)        |
| Blanc   | Cursa cancel·lada (C)          |
| Gris    | No va entrenar (NE o DNP)      |
| Gris    | No va arribar (NA o DNA)       |
| Gris    | Exclòs (EX)                    |

### 350 cc
| Posició | Pilot           | Moto      | Punts | Victòries |
| ------- | --------------- | --------- | ----- | --------- |
| 1       | John Surtees    | MV Agusta | 32    | 6         |
| 2       | John Hartle     | MV Agusta | 24    | 0         |
| 3       | Geoff Duke      | Norton    | 17    | 1         |
| 4       | Dave Chadwick   | Norton    | 13    | 0         |
| 5       | Bob Anderson    | Norton    | 11    | 0         |
| 6       | Mike Hailwood   | Norton    | 9     | 0         |
| 7       | Keith Campbell  | Norton    | 8     | 0         |
| 8       | Derek Minter    | Norton    | 7     | 0         |
| =       | Terry Shepherd  | Norton    | 7     | 0         |
| 10      | Geoffrey Tanner | Norton    | 4     | 0         |
| 11      | Alan Trow       | Norton    | 3     | 0         |
| 12      | Bob McIntyre    | Norton    | 2     | 0         |
| =       | Geoff Monty     | Norton    | 2     | 0         |
| =       | George Catlin   | Norton    | 2     | 0         |
| 15      | Bob Brown       | AJS       | 1     | 0         |
| =       | Alistair King   | Norton    | 1     | 0         |
| =       | Dickie Dale     | Norton    | 1     | 0         |
| =       | Luigi Taveri    | Norton    | 1     | 0         |
| =       | Mike O'Rourke   | Norton    | 1     | 0         |

### 250 cc
| Posició | Pilot             | Moto      | Punts | Victòries |
| ------- | ----------------- | --------- | ----- | --------- |
| 1       | Tarquinio Provini | MV Agusta | 32    | 4         |
| 2       | Horst Fügner      | MZ        | 16    | 1         |
| 3       | Carlo Ubbiali     | MV Agusta | 16    | 0         |
| 4       | Mike Hailwood     | NSU       | 13    | 0         |
| 5       | Dieter Falk       | Adler     | 11    | 0         |
| 6       | Emilio Mendogni   | Morini    | 8     | 1         |
| 7       | Tommy Robb        | NSU       | 7     | 0         |
| =       | Giampiero Zubani  | Morini    | 6     | 0         |
| 9       | Günter Beer       | Adler     | 6     | 0         |
| 10      | Dave Chadwick     | MV Agusta | 4     | 0         |
| =       | Geoff Monty       | GMS-NSU   | 4     | 0         |
| 12      | Horst Kassner     | NSU       | 4     | 0         |
| 13      | Josef Autengruber | NSU       | 4     | 0         |
| 14      | Ernst Degner      | MZ        | 3     | 0         |
| =       | Bob Brown         | NSU       | 3     | 0         |
| 16      | Arthur Wheeler    | Mondial   | 2     | 0         |
| =       | Xaver Heiß        | NSU       | 2     | 0         |
| 18      | Dickie Dale       | NSU       | 1     | 0         |
| =       | Sammy Miller      | ČZ        | 1     | 0         |
| =       | Walter Reichert   | NSU       | 1     | 0         |
| =       | Wilhelm Lecke     | DKW       | 1     | 0         |

### 125 cc
| Posició | Pilot             | Moto      | Punts | Victòries |
| ------- | ----------------- | --------- | ----- | --------- |
| 1       | Carlo Ubbiali     | MV Agusta | 32    | 4         |
| 2       | Alberto Gandossi  | Ducati    | 25    | 2         |
| 3       | Luigi Taveri      | Ducati    | 20    | 0         |
| 4       | Tarquinio Provini | MV Agusta | 17    | 0         |
| 5       | Dave Chadwick     | Ducati    | 14    | 0         |
| 6       | Romolo Ferri      | Ducati    | 12    | 0         |
| 7       | Ernst Degner      | MZ        | 9     | 0         |
| 8       | Bruno Spaggiari   | Ducati    | 8     | 1         |
| 9       | Horst Fügner      | MZ        | 7     | 0         |
| 10      | Francesco Villa   | Ducati    | 4     | 0         |
| 11      | Sammy Miller      | Ducati    | 3     | 0         |
| 12      | Walter Brehme     | MZ        | 2     | 0         |
| 13      | Werner Musiol     | MZ        | 1     | 0         |
| =       | Enzo Vezzalini    | MV Agusta | 1     | 0         |
| =       | Arthur Wheeler    | Mondial   | 1     | 0         |